# Kelurahan Kebonsari (administrativ by i Indonesien, lat -8,19, long 113,71)
Kelurahan Kebonsari är en administrativ by i Indonesien.   Den ligger i provinsen Jawa Timur, i den sydvästra delen av landet, 800 km öster om huvudstaden Jakarta.